# Juan Terrazas (futbolista)
Juan Terrazas (5 de diciembre de 1909 en Orizaba, México - 4 de noviembre de 1947) era un futbolista mexicano que se desempeñó en la posición de delantero.

## Trayectoria
Juan Terrazas llegó al club capitalino América en 1923. Es el futbolista más joven que ha debutado en el equipo, dicho evento se produjo el 13 de enero de 1924 cuando a los 14 años, 1 mes y 8 días jugó en la derrota 1-0 contra Asturias. Estuvo contratado con el equipo hasta al menos la temporada 1929-30 y con el que ganó cuatro veces seguidas el campeonato de la liga en la primera "época dorada" del club desde 1925 hasta 1928. Tuvo una participación significativa en la conquista de los dos primeros títulos en 1925 y 1926; en el primero marcó el gol decisivo ante el Asturias, en el encuentro ganado por 1-0 donde el conjunto americanista aseguró matemáticamente el campeonato; y en el segundo marcó el único tanto del tercer y último partido en la serie de desempate frente Asturias.
Con la selección mexicana, disputó el primer partido contra España en el Torneo Olímpico de Fútbol de 1928, que terminó con una derrota por 7-1.

## Palmarés
| Título                     | Club         | País   | Año     |
| -------------------------- | ------------ | ------ | ------- |
| Primera División de México | Club América | México | 1924-25 |
| Primera División de México | Club América | México | 1925-26 |
| Primera División de México | Club América | México | 1926-27 |
| Primera División de México | Club América | México | 1927-28 |